# Toronto (Iowa)
Toronto es una ciudad ubicada en el condado de Clinton en el estado estadounidense de Iowa. En el Censo de 2010 tenía una población de 124 habitantes y una densidad poblacional de 257,4 personas por km².

## Geografía
Toronto se encuentra ubicada en las coordenadas 41°54′10″N 90°51′46″O / 41.90278, -90.86278. Según la Oficina del Censo de los Estados Unidos, Toronto tiene una superficie total de 0.48 km², de la cual 0.48 km² corresponden a tierra firme y (0%) 0 km² es agua.

## Demografía
Según el censo de 2010, había 124 personas residiendo en Toronto. La densidad de población era de 257,4 hab./km². De los 124 habitantes, Toronto estaba compuesto por el 97.58% blancos, el 2.42% eran afroamericanos, el 0% eran amerindios, el 0% eran asiáticos, el 0% eran isleños del Pacífico, el 0% eran de otras razas y el 0% pertenecían a dos o más razas. Del total de la población el 2.42% eran hispanos o latinos de cualquier raza.